# Серпентинова рауволфия
Серпентиновите рауволфии (Rauvolfia serpentina) са вид растения от семейство Олеандрови (Apocynaceae).
Таксонът е описан за пръв път от британския ботаник Джордж Бентам през 1835 година.